# 별책 프렌드
《별책 프렌드》(別冊フレンド 벳사쓰 후렌도[*])는 고단샤에서 발행하는 일본의 소녀 만화 잡지이다. 1965년 3월에 지금은 폐간된 《소녀 프렌드》의 별책으로 창간되었다. 줄여서 베쓰후레(別フレ)로 부르기도 한다.